# Guru Chöwang
Guru Chöwang (tibétain : གུ་རུ་ཆོས་ཀྱི་དབང་ཕྱུག, Wylie : gu ru chos dbang), ou Chökyi Wangchuk (tibétain : ཆོས་ཀྱི་དབང་ཕྱུག, Wylie : chos kyi dbang phyug né en 1212 dans le Lhodrak-1270) est considéré dans l'école Nyingmapa du bouddhisme tibétain comme le deuxième des cinq rois tertöns, c'est-à-dire des découvreurs de termas, des trésors spirituels cachés par Padmasambhava.

## Biographie
Dès la plus jeune enfance, il fit preuve d'une forte prédilections pour les pratiques spirituelles en particulier les pratiques tantriques en particulier celles de Yamantaka, Vajrakilaya et Tara. 
Il reçut tous les enseignements termas de la lignée de Nyangrel Nyima Özer.
Sa vie n'est qu'une suite de légende à caractère spirituel. En  particulier, Philippe Cornu raconte:

« [À vingt-deux ans], il ouvrit une caverne et y découvrit un énorme vautour. L'oiseau l'emporta par-delà les treize cieux et il parvient ainsi aux pieds de Vajrasattva.  Guru Chöwang reçut la transmission de pouvoir de rigpa et un vase d'ambroisie. De retour [...] il découvrit dix-neuf grands trésors. »

Un des trésors prophétisait l'invasion du Tibet par les Mongols. L'hypothèse parut tellement ridicule que Guru Chöwang fut complètement déconsidéré. En 1240, les Mongols envahirent le Tibet et Guru Chöwang fut alors considéré comme le plus grand des maîtres spirituels de son époque au Tibet. 
Nombre de ses termas font partie des pratiques les plus importantes de l'école Nyingmapa.

## Descendance

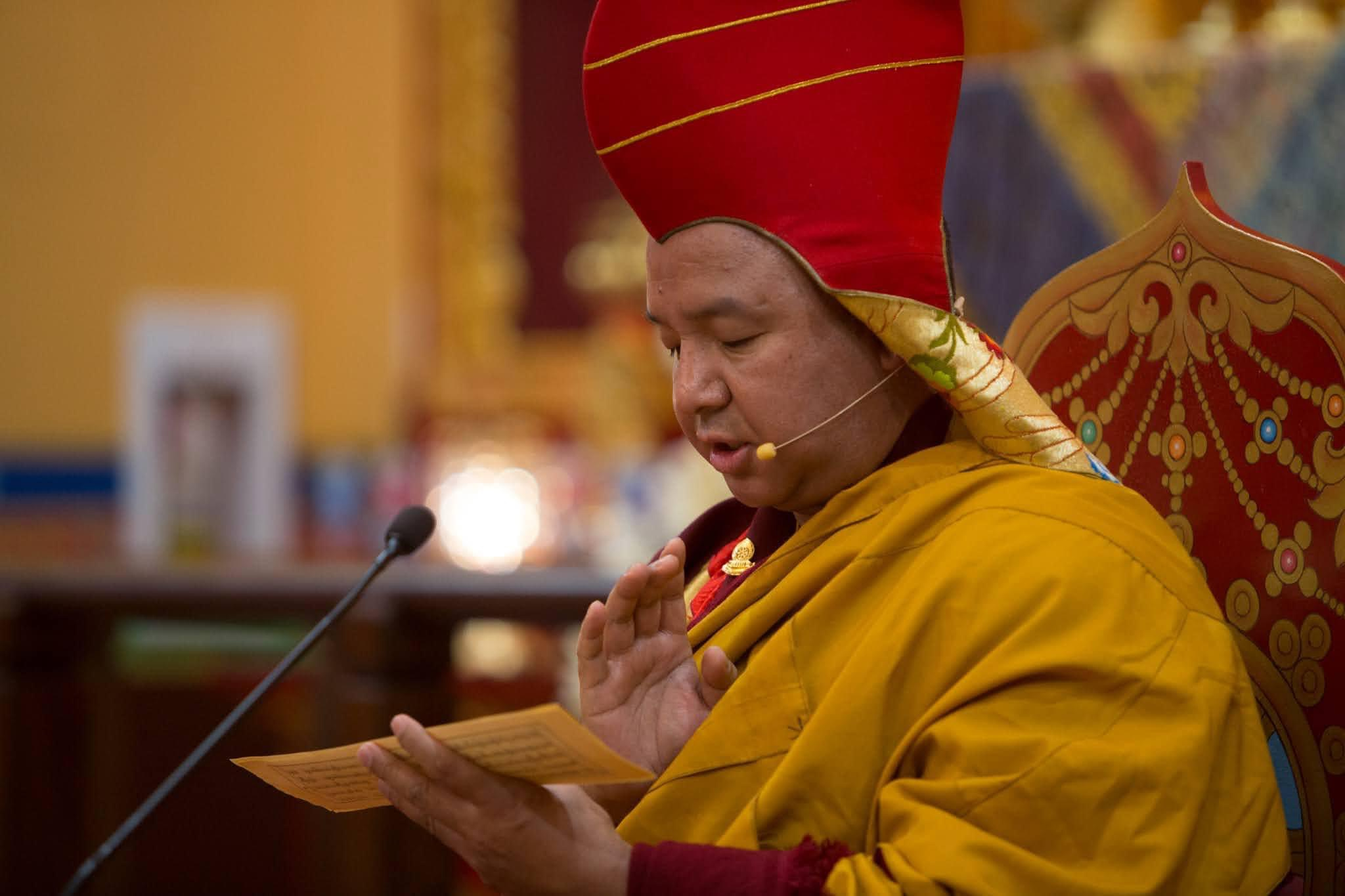
Dungse Pema Rinpoché au monastère de Thrangu au Canada.

Le 25e descendant est Dungse Pema Rinpoché.
Il est aujourd'hui un célèbre maître Vajra et l'un des disciples importants du 9e Thrangu Rinpoché. 
Actuellement, il est abbé du monastère Thrangu au Canada et abbé du monastère Tsum au Népal.